# Слепынь
Слепынь — бывшая деревня в Жирятинском районе Брянской области.
Располагалась на левом берегу Судости, в 2 км к юго-западу от села Княжичи.

## История
Упоминается с первой половины XVII века в составе Подгородного стана Брянского уезда; входила в приход села Княжичи. В XVIII—XIX вв. — сельцо, владение Бахтиных, Брусиловых, Надеиных.
С 1861 по 1924 год в Госамской волости Брянского (с 1921 — Бежицкого) уезда; в 1924—1929 в Жирятинской волости Бежицкого уезда; с 1929 в Жирятинском районе, а в период его временного расформирования — в Брянском районе.
До 1954 года входила в Княжичский сельсовет, с 1954 — в Страшевичском сельсовете.
С 1964 года вошла в состав деревни Заречная (ныне — её юго-восточная часть).
| Годы      | 1866 | 1878 | 1926 |
| --------- | ---- | ---- | ---- |
| Население | 164  | 186  | 312  |